# Barrio de Guadalupe, Oaxaca
Barrio de Guadalupe är en ort i Mexiko.   Den ligger i kommunen Ixpantepec Nieves och delstaten Oaxaca, i den sydöstra delen av landet, 240 km sydost om huvudstaden Mexico City. Barrio de Guadalupe ligger 1 910 meter över havet och antalet invånare är 132.
Terrängen runt Barrio de Guadalupe är kuperad. Runt Barrio de Guadalupe är det ganska glesbefolkat, med 28 invånare per kvadratkilometer. Närmaste större samhälle är Santiago Juxtlahuaca, 17,1 km söder om Barrio de Guadalupe. I omgivningarna runt Barrio de Guadalupe växer huvudsakligen savannskog.